# Síndrome de Charcot-Marie-Tooth
La enfermedad de Charcot-Marie-Tooth o CMTDIA comprende un grupo heterogéneo de neuropatías que afectan al sistema nervios periférico, hereditarias y no inflamatorias. También se le puede llamar como atrofia muscular peroneal, neuropatía motora y sensorial hereditaria. Suele comenzar de los 10 a los 20 años de edad, pero a veces comienza más tarde, hasta en los 60 años de edad.

## Síntomas
La presentación varía según las distintas familias, pero los individuos afectados de una familia tienden a mostrar una sintomatología similar. Por lo general, comienzo gradual con progresión lenta, deformidad del pie que produce arco alto (cavo) y dedos en martillo, atrofia de las piernas que origina un aspecto de patas de cigüeña, agrandamiento de los nervios, pérdida sensorial u otros signos neurológicos, escoliosis, división de la propiocepción, que muchas veces interfiere en el equilibrio y la marcha, parestesias dolorosas, (en casos avanzados), posible afectación de las manos, ausencia de reflejos tendinosos profundos en muchos pacientes, úlceras de los pies, la cual puede tardar un año en volver a regenerarse, debido al débil tejido de la planta del pie, con escasa tendencia a la cicatrización en algunos casos.

## Etiología
Desmielinización segmentaria crónica de los nervios periféricos, con cambios hipertróficos causados por la remielinización.
Genéticamente, el síndrome aparece debido a alteraciones en determinados genes como PMP22, en el 80 % de los casos, que se debe a una repetición en tándem del gen dando lugar a una trisomía principalmente. También, puede deberse a una mutación en el gen MPZ que representa el 5-10 % de los casos.

## Diagnóstico
Diagnóstico diferencial: otras neuropatías hereditarias. Polineuropatías tóxicas, metabólicas y nutricionales.
La duplicación del gen PMP22 causante del Síndrome Charcot-Marie-Tooth del tipo 1A puede ser detectada empleando las técnicas de PCR, FISH y Southern blot.
El diagnóstico molecular mediante PCR permite la amplificación génica de 3 STR (secuencias microsatélite), descritos como: 4A, 9A y 9B (116 pb, 162 pb y 235 pb correspondientemente) para identificar la duplicación y realizar el diagnóstico de CMT1A (Charcot-Marie-Tooth del tipo 1A). Posteriormente, los productos de PCR son cargados en un gel de agarosa para realizar el análisis y determinar si el paciente es portador o no de éste Síndrome.
Si los productos de PCR del paciente en el gel de agarosa se aprecian como bandas intensas, esto indica que la duplicación está presente y por lo tanto el paciente es portador de CMT1A.
La fluorescencia en hibridación in situ (FISH) en los núcleos en interfase proporciona una visualización directa de la duplicación del locus VAW409 en pacientes con CMT1A.
Otro método de diagnóstico para CMT1A explota la hibridación Southern blot y la intensidad relativa de tres polimorfismos de longitud de fragmentos de restricción Mspl dentro de la zona duplicada, para determinar si los pacientes tienen dos o tres copias de esta región utilizando una sonda de hibridación, tal como VAW409R3A.

## Valoración
El comienzo temprano, la progresión lenta y la naturaleza familiar del trastorno suelen ser suficientes para establecer el diagnóstico. Los estudios electrofisiológicos acostumbran a ser diagnósticos y también pueden ser útiles para definir varios subtipos de este grupo de neuropatías. En ocasiones, se requieren biopsias de músculo y nervio (sural).

## Tratamiento
- A corto plazo: asesoramiento genético. Fisioterapia de apoyo y terapia laboral. Prevención de las lesiones en los miembros con sensibilidad disminuida. Empleo de órtesis.
- A largo plazo: la cirugía mejora a veces la estabilidad y restaura un pie plantígrado.

## Evolución y pronóstico
La incapacidad suele ser leve y compatible con una vida larga. El 10-20 % de los pacientes permanecen asintomáticos. Un pequeño número de pacientes pierden la capacidad para caminar en la sexta o la séptima décadas de la vida.
La fisioterapia se encarga de trabajar todo el sistema musculoesquelético ya que este sistema se ve gravemente afectado debido al proceso de desmielinización nerviosa periférica, ya que poco a poco los músculo dejan de recibir información proveniente del cerebro debido al daño de los nervios periféricos, esto se ve reflejado en la atrofia muscular, deformidades articulares debido a la atrofia muscular que no permite una buena posición articular. Por lo tanto el tratamiento va encaminado a fortalecer la musculatura corporal dentro de lo posible y a prevenir y eliminar las deformidades articulares.

## Derivación
Consulta ortopédica para la aplicación de órtesis y tratamiento de la deformidad. Consejo genético. Aunque el manejo por medicina física y rehabilitación es esencial para instaurar seguimiento funcional y órtesis según las necesidades del paciente.

## CMT1
Es el tipo más frecuente de esta enfermedad, y resulta de anormalidades en la capa de mielina.  Esta neuropatía periférica desmielinizante se caracterizada por debilidad y atrofia de los músculos distales, pérdida sensorial y una velocidad de conducción nerviosa lenta. En la mayoría de los casos afecta al gen PMP22. Existen varios subtipos:
- CMT1A: duplicación del gen PMP22 (cromosoma 17). Suponen entre el 70 % y el 80 % de estas enfermedades. El análisis de PMP22 suele ser la prueba de diagnóstico más solicitada para detectar esta enfermedad.
- CMT1B: mutación del gen MPZ. Suponen entre el 5 % y el 10 % de estas enfermedades.
- CMT1C: LITAF (simple). Suponen entre el 1 % y el 2 % de estas enfermedades.
- CMT1D: EGR2. Suponen menos del 2 % de estas enfermedades.
- CMT1E: mutación puntual de PMP22. Suponen menos del 5 % de estas enfermedades.